# ボツワナ証券取引所
ボツワナ証券取引所（ボツワナしょうけんとりひきじょ、英語: Botswana Stock Exchange, BSE）は、ボツワナの首都ハボローネにある証券取引所である。

## 概要
ボツワナ株式市場（Botswana Share Market）として1989年に発足し、1995年にはボツワナ証券取引所となった。同証券取引所の企業活動は、ボツワナ証券取引所法（Botswana Stock Exchange Act）に準拠する。小規模ながらも活況を呈している証券取引所である。
ボツワナ証券取引所には、35個の上場銘柄と3種類の株価指数がある。3種類の株価指数とは、国内企業株価指数（BSE DCI）、外国企業株価指数（BSE FCI、ボツワナ証券取引所と他の証券取引所と重複上場している企業も含む）、上場企業株価指数（All Company Index、前者2つの加重平均で算出）の3つを指す。上場銘柄だけでなく、一般企業の株式、ボツワナ開発会社（Botswana Development Company、BDC）の社債、インベステック変動債なども取引されている個人投資家が占める割合は、時価総額の10％未満だと推定される。ボツワナ国外に本拠を置く企業が時価総額の90％以上を占める。。
同証券取引所の売買立会時間は、通常、午前9時30分から午前10時30分までで、土日および証券取引所が事前に宣言した休業日を除き、毎日営業している。
ボツワナで仲立人に免許を供与する権限があるのは、財務省である。免許は法人にも個人にも与えられ得る。